# Lost & Found (Chiamamifaro)
Lost & Found è il secondo EP della cantautrice italiana Chiamamifaro, pubblicato 6 giugno 2025 dalle etichette Columbia Records, Nigiri e Sony Music.

## Descrizione
Il progetto discografico si compone di sette brani scritti dalla stessa Chiamamifaro con la collaborazione di autori e produttori, tra cui Emanuele Cotto, in arte Etta Matters o più semplicemente Etta, Enrico Brun, Francesco Pedrinoni, Marco Paganelli, in arte Paga, e Simone Capurro, in arte Starchild, ed è stato pubblicato due mesi dopo la partecipazione della cantautrice alla ventiquattresima edizione del talent show Amici di Maria De Filippi.

## Tracce
1. Valigia – 3:02 (testo: Angelica Cristina Gori, Riccardo Zanotti – musica: Alessandro Belotti, Emanuele Cotto)
2. O.M.G. – 2:34 (testo: Angelica Cristina Gori, Viviana Colombo – musica: Alessandro Belotti, Elisa Mariotti, Emanuele Cotto)
3. Acqua passata – 2:59 (testo: Angelica Cristina Gori, Elisa Mariotti, Riccardo Zanotti – musica: Elisa Mariotti, Riccardo Zanotti)
4. Leone – 3:05 (testo: Angelica Cristina Gori, Elisa Mariotti, Marco Paganelli, Riccardo Zanotti – musica: Elisa Mariotti, Marco Paganelli, Riccardo Zanotti)
5. Pezzi – 3:29 (testo: Angelica Cristina Gori, Andrea Campi – musica: Alessandro Belotti, Marco Paganelli)
6. Perché? – 3:39 (testo: Angelica Cristina Gori, Alex Andrea Vella, Federica Abbate – musica: Simone Capurro)
7. Casa mia – 2:55 (testo: Angelica Cristina Gori – musica: Alessandro Belotti)